# Gunde Svan
Gunde Svan (født 12. januar 1962 i Dala-Järna, Sverige) er en tidligere svensk skiløber, der regnes som sit lands bedste langrendsløber gennem tiden. Gennem sin karriere vandt han fire OL- og syv VM-guldmedaljer. Efter karrierestoppet kastede Svan sig over rallykørsel, hvor han også opnåede flotte resultater. Han har desuden haft en karriere som tv-vært, på den svenske udgave af Fangerne på Fortet. Han har også været træner for det svenske langrendslandshold.
Under sin skiløb karriere blev han kendt for sit engagement og opmærksomhed på detaljer. Han vandt to guldmedeljer (15 km og stafet), en bronze (30 km) og en sølv (50 km) ved de Olympiske Vinterlege i Sarajevo 1984. I 1988 ved OL i Calgary, vandt han to guldmedaljer for 50 km og stafet. Han har også vundet VM-guld seks gange og vundet VM fem gange. I alt har han vundet 17 medaljer ved vinter-OL og verdensmesterskaber.
Som deltager i rallycross vandt han en guldmedalje ved det svenske mesterskab og en bronzemedalje i FIA European Championship for Rallycross Drivere (1995: Division 1 – Gruppe N kategori med Toyota Celica GT-Four). En af grundene til, han kom ind i en anden sport, var, at nogle mennesker kaldte ham en naturlig skiløber, mens han selv har fastholdt, at det er bare et spørgsmål om vilje og engagement. "Intet er umuligt", sagde han. I 1995 vandt han således bronze ved EM i Rally-cross.

## Resultater
Svans fire OL-guldmedaljer faldt med henholdsvis to ved OL i Sarajevo 1984, og to i Calgary i 1988. I VM-sammenhæng nåede han at vinde syv guldmedaljer fordelt på fire verdensmesterskaber mellem 1985 og 1991.

## Privatliv
Han er gift med Marie Johansson, der selv var langrendsløber og deltog ved OL 1988. Parret har to børn, hvoraf datteren Julie Svan også har været langrendsløber på højt niveau.